# Palpatie

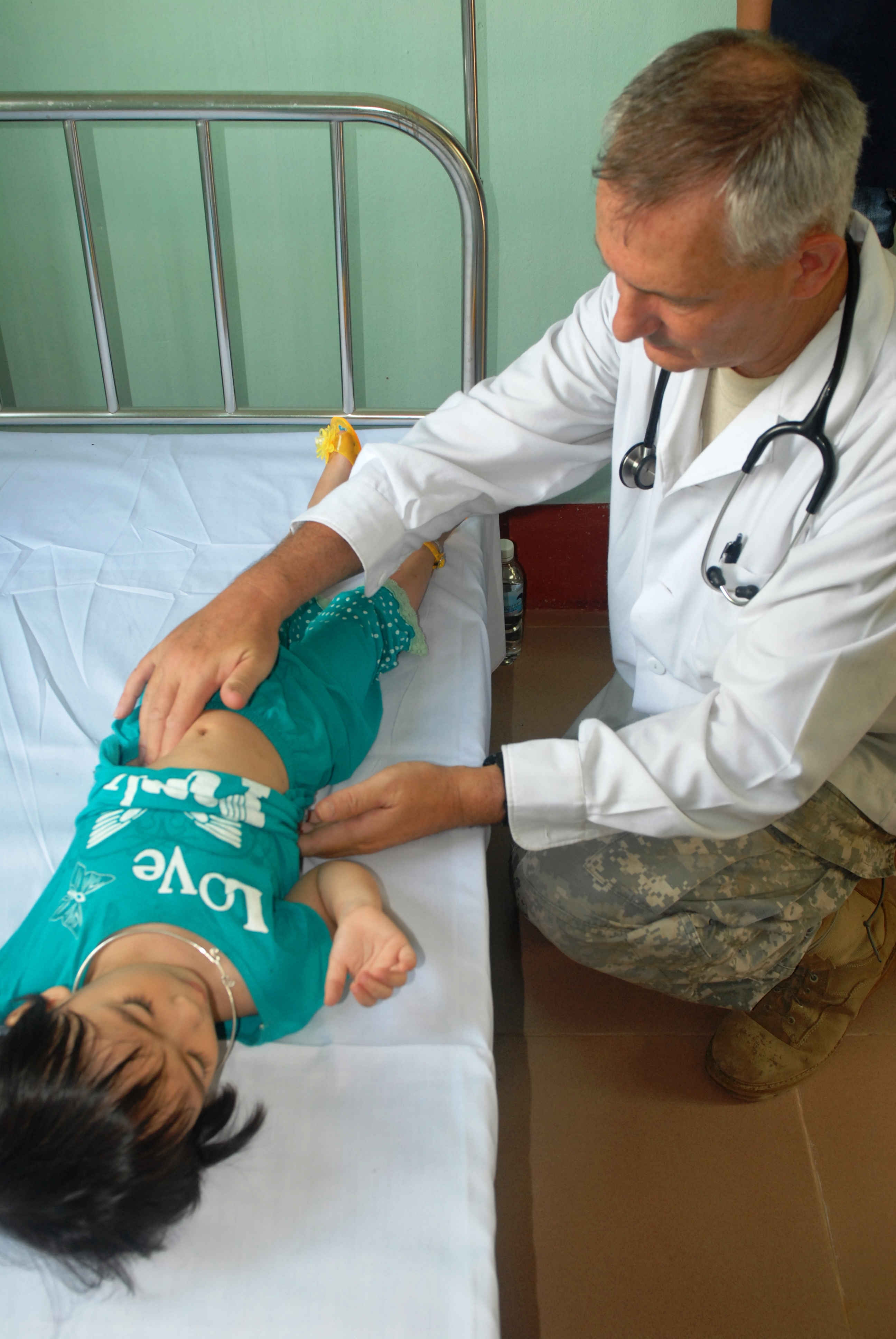
Palpatie: een arts bevoelt de buik van een kind

Palpatie of palperen is het uitwendig of inwendig met de hand of handen voelen aan een patiënt als onderdeel van geneeskundig onderzoek.
Om de exacte ligging van een letsel te lokaliseren wordt er meestal gepalpeerd naar de aangedane structuur.
Palpatie richt zich op:
- gewrichtskapsel
- ligamenten
- botstructuur
- spieren
- bursa
- zenuwstructuren
- bloedvaten
- huid

Palpatie omvat:
- temperatuur
- zwelling (lokaal/diffuus)
- drukpijnlijkheid
- spiertonus
- pulsaties
- vochtigheidsgraad